# Wanja Slavin

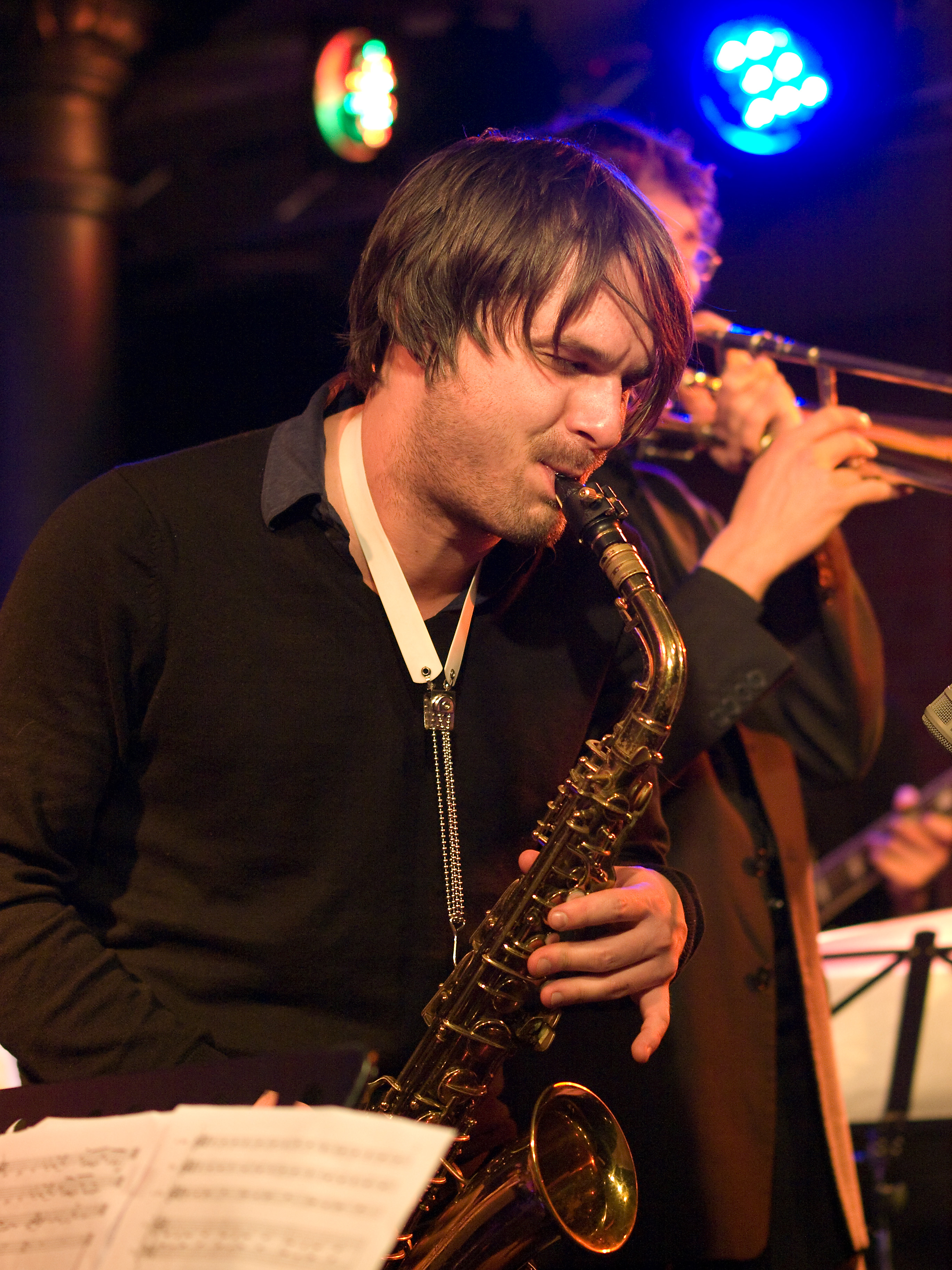
Wanja Slavin in Jazzclub Unterfahrt in München, 2009

Wanja Slavin (Freiburg im Breisgau, 1982) is een Duitse jazzsaxofonist en -componist. Tevens speelt hij klarinet, fluit en piano.

## Biografie
Slavin studeerde saxofoon bij Leszek Zadlo en speelde o.a. met Kenny Wheeler, Médéric Collignon, John Schröder, Nick McCarthy, Rudi Mahall en Joachim Kühn.
Hij trad in 2006 en 2007 op tijdens Münchner Klaviersommer en speelde in 2009 met zijn sextet op het Moers Festival. Hij kwam bij de BMW Welt Jazz Awards in 2011 met zijn groep Lotus Eaters op de tweede plaats, achter Nils Wogram's Root 70. 
In 2014 won hij een ECHO Jazz-prijs.
In 2015 speelde Slavin in een trio met Petter Eldh en Christian Lillinger.
Slavin woont sinds 2005 in Berlijn.

## Discografie
- Djaosch Macholi Orchester, 2001
- Hipnosis Jazz, 2003
- Off Minor. Wanja Slavin meets Marc Schmolling, 2003
- Hipnosis Carrousel, 2005
- Wanja Slavin Quintet feat. Mederic Collignon "Scirocco", 2009
- Wanja Slavin Lotus Eaters "For Very Sad and Very Tired Lotus Eaters", 2014